# Анно Доміні 2000 року, або «Доля жінки»
«Анно Доміні 2000 року, або „Доля жінки“» (англ. Anno Domini 2000, or, Woman's Destiny) — перший науково-фантастичний роман Нової Зеландії. Написаний 1889 року колишнім Прем'єр-міністром Нової Зеландії Сером Джуліусом Фогелем. Роман розповідав про утопічний світ, де жінки мали багато владних повноважень та впливових посад. Проте й насправді Нова Зеландія стала першою країною, яка надавала жінкам право голосу, а з 1998 по 2008 рік постійно мала жінку прем'єр-міністра, тоді як на короткий період (2005-2006 роки) всі п'ять вищих державних посад (королева, генерал-губернатор, прем'єр-міністр, спікер Будинку представників та Головного судді) перебували в руках жінок.

## Сюжет
У романі розповідається про подвиги Хільди Фіцерберт, 23-річної колишньої заступниці міністра внутрішніх справ, а згодом прем'єр-міністра Імператора, у майбутньому, коли Британська імперія надала усім жінкам виборчих прав (яку Нова Зеландія надала в реальному житті 1893 року) і стала Імператорською федерацією, окрім незалежної Ірландії. Тим не менш, сер Реджиналд Параматта, австралійський республіканець-лиходій, має своїх людей, які організовують викрадення та звинувачення міс Фіцерберти. Міс Фіцерберт провалює республіканські плани й закохується в імператора Альберта, лихого молодого правителя Федеративної Британської імперії.
На жаль, їхні плани були зруйновані, коли імператор відмовляється від руки доньки президента США, що спричиняє англо-американську війну, в якій перемагає Імперія, що призводить до розформування Сполучених Штатів, та поверненню до складу імперії, після чого укладається шлюб Хільди та Імператора. Через декілька років імператор і його імператриця дізналися, що їхні плани про першість чоловіка в успадкуванні трону були ними ж і переглянуті, після того як Імператор та імператриця зіткнулися з блискучо компетентною принцесою та книголюбом, принцом-науковцем в якості потенційних спадкоємців, які претендують на трон.

## Відгуки
Через величезну кількість нав'язливих деталей про тонкощі фінансів та федеральної імперської політики, роман спочатку не отримував схвальних відгуків. Це потягнуло за собою визнання критиками його непристойного представлення політичної, судової та корпоративної виконавчої ієрархії Нової Зеландії в 2000 році. Його було перевидано в 2001 році, а Університет Гавайської преси опублікував перше американське видання роману в 2002 році. Його електронна версія була опублікована в 2013 році видавництвом Hurricane Press з ретроспективним розділом, який описує джерела книги та в газетах рецензії газетах раннього періоду.

## Видання
- Sir Julius Vogel: Anno Domini 2000 Or A Woman's Destiny: Auckland: Longman: 1889.
- Sir Julius Vogel: Anno Domini 2000 Or A Woman's Destiny: Auckland: Exisle: 2001: ISBN 0-908988-16-8
- Sir Julius Vogel: Anno Domini 2000 Or A Woman's Destiny: Honolulu: University of Hawaii Press: 2002: ISBN 0-8248-2501-2
- Sir Julius Vogel: Anno Domini 2000 Or A Woman's Destiny: New Zealand Electronic Text Centre. Full text freely available online [Архівовано 13 лютого 2012 у Wayback Machine.]
- Sir Julius Vogel: Anno Domini 2000 Or A Woman's Destiny: Cambridge, New Zealand: Hurricane Press: 2013: ISBN 978-0-9876636-1-0 (ebook version with retrospective review)